# Jean Scott
Jean Atkinson Scott (* 15. März 1951) ist eine ehemalige britische Eiskunstläuferin, die im Einzellauf startete.
Die britische Meisterin von 1972 und 1974 gewann bei der Europameisterschaft 1973 in Köln die Silbermedaille hinter Christine Errath. Bei Weltmeisterschaften war ihr bestes Ergebnis der fünfte Platz im gleichen Jahr. Bei ihrer einzigen Teilnahme an Olympischen Spielen belegte Scott 1972 in Sapporo den elften Platz.

## Ergebnisse
| Wettbewerb / Jahr         | 1970 | 1971 | 1972 | 1973 | 1974 |
| ------------------------- | ---- | ---- | ---- | ---- | ---- |
| Olympische Winterspiele   |      |      | 11.  |      |      |
| Weltmeisterschaften       |      | 15.  | 6.   | 5.   |      |
| Europameisterschaften     |      | 11.  |      | 2.   |      |
| Britische Meisterschaften | 3.   | 2.   | 1.   |      | 1.   |